# الفرع
الفرع : من أودية الأشعر، وهو قرب سويقة الثائرة، بينها وبين مثغر، على نحو (80) كيلاً من المدينة، دائري الشكل، وهو الفاصل بين سلسلتي الأشعر والفقارة.
قال ياقوت الحموي: الفرع: بضم أوله، وسكون ثانيه، وآخره عين مهملة، هو جمع إما للفرَع مثل سقَف، وسقُف وهو المال الطائل المعد.

## البكري
الفُرُع: (بالضمتين، بضم أوله وثانيه، وبالعين المهملة): حجازي من أعمال المدينة الواسعة، والصفراء وأعمالها من الفُرُع، ومنضافة إليها.

## السيوطي
قال السيوطي: أما الفرع بالفتح: والفَرَع الذي بالفتحتين: من أودية الأشعر قرب سويقة بينها وبين مثغر على نحو مرحلة من المدينة، وهو فرع المِسْوَر بن إبراهيم الزهري.

## الأصفهاني
وقال الأصفهاني: ثم ارتفع فنزل فَرعَ المِسْوَر بن إبراهيم بن عبد الرحمن بن عوف من جبل جُهينة الأصغر، وكان قبل المِسْوَر لبني مالك بن أفصى.

## السمهودي
الفَرَع: (الذي بالفتحتين): من أودية الأشعر قرب سويقة بينها وبين مثعر على نحو مرحلة من المدينة، وهو فرع الِمسْوَر بن إبراهيم الزهري, آما الذي بضمتين, أو ضمه وسكون: فعمل واسع عن يسار السقيا به مساجد نبوية وقرى.
- قلت : وفَرَع المِسْوَر يعرف اليوم: بفرع الردّادي وهو قرب سويقة المدينة (سويقة الثائرة)، التي توارى فيها محمد النفس الزكية وأخوه إبراهيم وخرجا منها، ومات بها موسى الجُوْن.
- قلت: والأصح عندي أنه لقب بالمِسْوَر بالكسر لسكناه الفرع بالفتح، وتواريه فيه، لاسيما ان ولده محمد كان مقتله بفرع المِسْوَر، كما ذكره الأصفهاني في المقاتل، والبيهقي في اللباب، وكان تواريا فيه من قبل يحيى وإدريس إبنا عبد الله المحض، كما ذكر ذلك، ابن سهل الرازي في إخباره، وتخفى فيه القاسم بن إبراهيم طباطبا وولده، ومات وقُبر فيه عند جبل الرس.

## الهجري
وقال الهجري: الفُرع: (بضم الفاء)، من أودية الأشعر، قرب سويقة بينها وبين مثعر، على مرحلة من المدينة، وهو فرع المسور بن إبراهيم بن عبد الرحمن بن عوف الزهري.

## حمد الجاسر
وقال حمد الجاسر:
- الفَرَع: (بالفتح)، من أودية الأشعر قرب سويقة بينها وبين وادي مثغر، على مرحلة من المدينة، وهو فرع المسور بن إبراهيم بن عبد الرحمن بن عوف، وذكر الزبير عن محمد بن المِسْوَر أنه كان بفرع المِسْوَر بن إبراهيم، قال فرآى فراس المزني جبلاً فيه عروق مرو، فقال: ان هذا لمعدن، فلو عملته، قال محمد بن المِسْوَر: مالك وله، انما هو لنا ابتعنا مياهه، واُقطع لنا سائره أبان بن عثمان في إمارته، فقال المزني: عندي احق من ذلك قطيعة من رسول الله، قال محمد: فرجعت إلى إبراهيم فذكرت له ذلك، فقال: صدق ان يكن معدناً فهو لهم، اقطع لهم رسول الله معادن القبلية غوريها وجليسها، وذات النصب، وحيث صلح الزرع من قدس، وفي رواية: وثنايا عمق، وفي رواية عقب جليسها: عشية وذات النصب وحيث صلح الزرع من قدس، ان كان صادقاً.[7]

## البلادي
وقال عاتق بن غيث البلادي:
- الفُرع: أرض زراعية يحدها من الشرق جبل الشرثاء، ومن الغرب جبل القملة، ومن الجنوب الغربي الفِقرة، وهي وسط بين الجبال الشواهق كهدأة الطائف إلا أنها محسوبة من الفقارة.
- أهلها الردادة من حرب، والحجلة، والقراف من الحوازم، والمهاجرة من الحوازم أيضاً، وتسمى فرع الردادة زراعتها كثيرة وأرضها خصبة سهلة، دائرية الشكل نسبياً يبلغ قطرها قرابة (12) كيلاً، وهي الفاصل بين سلسلتي الفقرة الأشعر والفقارة، وجوها معتدل وهواؤها طيب، وفيها بقايا قرية قديمة وقبر يزار، تقع جنوب غربي المدينة على قرابة (80) كيلاً.[8]

قلت : وبالفرع بالفتح توارى يحيى بن عبد الله المحض وأخيه إدريس.
قال ابن سهل الرازي في أخباره (158): ثم خرج يحي وإدريس من الحبشة ،فقدما فرع المِسْوَر ليلاً ،فأقامابه زمناً يتشاوران إلى أين يخرجان وأي بلد يحملهم ويخفيهم وشملهم من الخوف.

## السمهودي
قال السمهودي:
- وبالفرع: نزل أحمد بن عبد الله بن موسى الحسني الطالبي، الجد الأعلى للأشراف الكتبية، ولقب بالمِسْوَر، لسكناه فيه، وقد فصلنا الكلام حول لقبه في بحثنا المسمى (المِنْبَر في أعقاب أحمد المِسْوَر)، وقتل بالفرع ولده محمد.[9]
- قال الأصفهاني: قتله غلمانه بفرع المِسْوَر.[10] وزاد البيهقي: وصلى عليه بعض الأعراب،[11] وقال علي ‌بن‌ محمد العمري: ومن الأحمديين (بنو العمقي)، وهو علي بن محمد بن أحمد المسور بن عبد الله بن الجون، فمنهم بنو المطرفي الذين منهم مسلم بن السلمية بن إسحاق المطرفي مولده بالفرع.[12]